# Yelena Baranova
Yelena Baranova (28 de janeiro de 1972) é uma ex-basquetebolista profissional russa.

## Carreira
Yelena Baranova integrou a Seleção Russa de Basquetebol Feminino, em Atenas 2004, que conquistou a medalha de bronze.